# Grammaticus

Le grammaticus (grec ancien γραμματικός), souvent traduit par « grammairien » en français, est, dans l'Antiquité à l'époque hellénistique et romaine, l'enseignant qui instruit les adolescents entre 11 ou 12 ans et 15 ou 16 ans. Il prend les élèves à la suite du ludi magister, litterator ou γραμματιστής, chargé de l'enseignement primaire ; après leur scolarité auprès du grammaticus, les jeunes suivent les cours des rhéteurs. Le rôle du grammaticus est principalement de faire connaître la littérature, en particulier les grands poètes épiques : Homère et Virgile, et de développer la maîtrise de la langue.

## L'enseignement dugrammaticus
Le grammaticus enseigne la pratique d'une langue correcte, aussi bien en grec qu'en latin ; il s'agit non seulement de la langue écrite, mais aussi de la prononciation et de la diction. Il fait connaître les grands auteurs littéraires, principalement les poètes, à travers l'analyse et l'explication de textes ; il donne les références, géographiques, historiques et mythologiques, qui permettent de les comprendre.
L'apprentissage par cœur est au centre de la méthode pédagogique. Les maîtres sont souvent violents : Horace rappelle la brutalité de son maître Orbilius Pupillus et le qualifie de plagosus (« qui donne des coups »).
Bien que la formation soit essentiellement littéraire, le grammaticus transmet également quelques éléments de mathématiques, d'astronomie et de musique ; il le fait habituellement en appui au commentaire des œuvres littéraires.
Selon Quintilien, son enseignement débordait assez souvent sur le programme du rhéteur et abordait les premiers exercices de la rhétorique.  

## Le statut social dugrammaticus
Le grammaticus est en général d'origine modeste ; beaucoup sont d'anciens esclaves affranchis, même parmi ceux qui ont laissé une trace, comme Remmius Palaemon.
Suétone a écrit un opuscule sur les grammairiens et les rhéteurs (De grammaticis et rhetoribus), qui est parvenu jusqu'à nous à l'exception de la fin. Il donne des renseignements biographiques sur une vingtaine de grammatici, qui ont exercé entre le IIe siècle av. J.-C. et l'époque de Néron.
Sous l'Empire, les témoignages littéraires et les inscriptions nous révèlent la présence de grammatici dans toutes les provinces de langue latine : Espagne, Gaule, Afrique, etc. Mais, tandis que l'enseignement primaire est donné jusque dans les petites bourgades, les écoliers qui veulent continuer leurs études doivent se rendre dans des villes plus importantes pour suivre l'enseignement des grammairiens.

## Grammaticidont le nom a été conservé
- Alexandre de Cotyaion (IIe siècle), grammaticus en Asie mineure, peut-être à Smyrne[8], avant de devenir le précepteur de Marc Aurèle et de Lucius Verus.
- Antonius Gnipho.
- Ateius Philologus (Lucius Ateius Praetextatus) (Ier siècle av. J.-C.), affranchi né à Athènes, élève d'Antonius Gnipho.
- Ausone (IVe siècle) a été grammaticus, avant de devenir rhéteur[9].
- Quintus Caecilius Epirota (époque d'Auguste). Affranchi d'Atticus. C'est, selon Suétone[10], le premier qui introduit l'étude de Virgile et d'autres poètes latins dans le cursus.
- Epaphrodite de Chéronée (fin du Ier siècle), actif à Rome. La base d'une statue de ce grammairien porte une inscription qui le qualifie de grammaticus Graecus[11].
- Lucius Orbilius Pupillus[12] (Ier siècle av. J.-C.). Un des maîtres d'Horace. Malgré sa célébrité, il a fini sa vie dans la misère.
- Marcus Pompilius Andronicus.
- Quintus Remmius Palaemon (première moitié du Ier siècle), directeur d'une école qui était une véritable entreprise. Il aurait été le professeur de Quintilien, Perse et Pline l'Ancien.
- Scribonius Aphrodisius.
- Stabérius Eros.
- Verrius Flaccus (époque d'Auguste). Auguste lui confia la formation de ses petits-fils et il était très bien rémunéré pour cela : 100 000 sesterces.

## Sources antiques
- Quintilien, Institution oratoire.
- Suétone, De grammaticis et rhetoribus, texte établi et traduit par Marie-Claude Vacher, avec une introduction et des notes, Collection des universités de France, Paris, Les Belles Lettres, 1993, XCVIII + 282 p.